# Strychnos nicaraguensis
Strychnos nicaraguensis är en tvåhjärtbladig växtart som beskrevs av M.J. Huft. Strychnos nicaraguensis ingår i släktet Strychnos och familjen Loganiaceae. Inga underarter finns listade i Catalogue of Life.